# Femtingagölen
Femtingagölen är en sjö i Jönköpings kommun i Småland och ingår i Motala ströms huvudavrinningsområde. Sjön är 3,2 meter djup, har en yta på 0,018 kvadratkilometer och är belägen 215 meter över havet.